# Der Wüstenplanet – Die Frühen Chroniken
Der Wüstenplanet – Die Frühen Chroniken (Prelude to Dune) ist eine Roman-Trilogie von Brian Herbert und Kevin J. Anderson. Nachdem Frank Herbert, der Schöpfer und Autor des Dune-Zyklus, 1986 überraschend starb, schrieb sein Sohn Brian Herbert zusammen mit Kevin J. Anderson zunächst die drei Bücher der Frühen Chroniken, basierend auf dem literarischen Nachlass von Frank Herbert.
Die drei Romane handeln von der Kindheit von Leto Atreides und der Geburt seiner Söhne Viktor und Paul und spielen damit wenige Jahre vor der Handlung des ersten Dune-Zyklus von Frank Herbert. Ebenso wird die Machtergreifung von Imperator Shaddam IV. (Haus Corrino) thematisiert, welcher mit Hilfe der Bene Tleilax versucht Melange künstlich herzustellen. Außerdem folgt der Leser dem Werdegang, der Erkrankung und beginnenden körperlichen Verfall von Baron Wladimir Harkonnen, sowie mehreren Eskapaden seiner Ziehsöhne Glossu Rabban und Feyd-Rautha.
Es werden aber auch andere Adelshäuser, Personen, Orte und Gebräuche eingeführt, welche im zeitlich später angesiedelten Originalwerk von Frank Herbert nicht erwähnt werden. Als Beispiel soll hier die Bedeutung des Stierkampfs auf Caladan genügen. Besonderer Raum wird den Biographien der (späteren) Offiziere des Hauses Atreides, Jessica und dem Schicksal des Planeten Ix eingeräumt, der im Originalwerk von Frank Herbert nur sporadisch als Hort der Technologie erwähnt wird.

## Aufbau
Anders als die Einzeltitel der Bücher es vermuten lassen ist die Serie chronologisch aufgebaut. Sowohl die Geschichte von Leto Atreides, Wladimir Harkonnen und Shaddam Corrino beginnen im ersten Band Das Haus Atreides. Die einzelnen Handlungsstränge verlaufen teilweise jahrelang parallel und auf verschiedensten Planeten. Die einzelnen Kapitel entsprechen Episoden im Leben der Hauptfiguren. Zumeist handelt es sich um tragische Ereignisse, Entscheidungen oder Begegnungen, welche für den Leser eine charakterbildende Funktionen erfüllen. Aufgrund der chronologischen Reihenfolge, springt die Handlung von Kapitel zu Kapitel zwischen Orten und Akteuren hin und her.

## Stil
Brian Herbert und Kevin J. Anderson orientieren sich offensichtlich am Originalwerk von Frank Herbert (Dune 1-6). Laut eigener Aussage im Vorwort war es den Autoren besonders wichtig die inhaltliche Kontinuität mit dem Werk des Vaters von Brian Herbert zu erhalten. Stilistische Unterschiede sind leicht zu erkennen. Im Gegensatz zu den für Frank Herberts Dune typischen seitenlangen Selbstreflexionen und inneren Monologen der Hauptfiguren, wird diesem Aspekt in Der Wüstenplanet – Die frühen Chroniken deutlich weniger Raum eingeräumt. Anstatt jeden Ort und jede Gefühlslage ausgiebigst zur erkunden konzentrieren sich die Autoren darauf die jeweiligen Episoden zu Ende zu erzählen und mit einem „Cliffhanger“ abzuschließen, der dann in der nächsten Episode des entsprechenden Hauptcharakters aufgelöst wird. Im Mittelteil der Serie Das Haus Harkonnen lassen sich je nach Zählweise bis zu 7 parallele Handlungsstränge identifizieren.
Aufgrund der Kontext-Wechsel zwischen einzelnen Kapiteln ist jede Episode eines Hauptcharakters wie eine Kurzgeschichte mit individuellem Höhepunkt aufgebaut. Die Beschreibung von Planeten, Orten und bei für die Gesamthandlung weniger relevanten Personen fällt dementsprechend deutlich kürzer aus. Durch diese Höhepunkte wird die Handlung permanent vorangetrieben. Dadurch wirkt Der Wüstenplanet – Die frühen Chroniken deutlich handlungsreicher als das Ursprungswerk, erscheint aber streckenweise ziellos, sofern der Leser nicht mit Frank Herberts Dune-Romanen vertraut ist, die von 1963 bis 1985 entstanden. Aufgrund des chronologischen Aufbaus der Bücher wird vom Leser ein gutes Gedächtnis abverlangt, denn es kommt nicht selten vor, dass der Handlungsstrang einer Person, welche auf den vergangenen 50 Seiten überhaupt keine Erwähnung fand, plötzlich fortgesetzt wird.

## Romane der Frühen Chroniken
1. Prelude to Dune: House Atreides (dt. Der Wüstenplanet – Die frühen Chroniken 1: Das Haus Atreides, 1999, dt. 2005 – ISBN 3-453-52159-5)
2. Prelude to Dune: House Harkonnen (dt. Der Wüstenplanet – Die frühen Chroniken 2: Das Haus Harkonnen, 2000, dt. 2001 – ISBN 3-453-52160-9)
3. Prelude to Dune: House Corrino (dt. Der Wüstenplanet – Die frühen Chroniken 3: Das Haus Corrino, 2001, dt. 2002 – ISBN 3-453-52161-7)